# Thornhill (West Yorkshire)
Thornhill – wieś w Anglii, w hrabstwie ceremonialnym West Yorkshire, w dystrykcie metropolitalnym Kirklees. Leży 16 km na południe od miasta Leeds i 260 km na północny zachód od Londynu. W 2005 miejscowość liczyła 6875 mieszkańców.